# Občina Miklavž na Dravskem polju
Občina Miklavž na Dravskem polju je ena od občin v Republiki Sloveniji. Ustanovljena je bila leta 1998. Meri le 12,5 km2 in je relativno gosto naseljena, saj šteje okoli 6.500 prebivalcev v štirih naseljih.
Župan občine je Egon Repnik.
Občinski svet ima 16 članov.

## Naselja v občini
Dobrovce, Dravski Dvor, Miklavž na Dravskem polju, Skoke